# Манипуляция (модуляция)
Манипуляция (цифровая модуляция) — в теории передачи дискретных сообщений процесс преобразования последовательности кодовых символов в последовательность сигналов при дискретном изменении информационных параметров модулированного сигнала (амплитуды, фазы или частоты), частный случай модуляции.

## Виды манипуляций
Существуют следующие типы манипуляций:
- Частотная манипуляция
- Фазовая манипуляция
- Амплитудная манипуляция
- Квадратурная амплитудная манипуляция

### Частотная манипуляция
Частотная манипуляция (ЧМн, англ. Frequency Shift Keying (FSK)) — вид манипуляции, при которой скачкообразно изменяется частота несущего сигнала в зависимости от значений символов информационной последовательности. Частотная манипуляция весьма помехоустойчива, поскольку помехи искажают в основном амплитуду, а не частоту сигнала.

### Амплитудная манипуляция
Амплитудная манипуляция (АМн; англ. amplitude shift keying (ASK)) — изменение сигнала, при котором скачкообразно меняется амплитуда несущего колебания. При цифровой передаче данных применяется канальное кодирование, в соответствии с кодом которого происходит манипуляция с сигналом в соответствии с видом кодирования. К таким манипуляциям относятся RZ код, NRZ код, Манчестер-II, MLT-3, PAM-5.

### Фазовая манипуляция
Фазовая манипуляция (ФМн, англ. phase-shift keying (PSK)) — один из видов фазовой модуляции, при которой фаза несущего колебания меняется скачкообразно в зависимости от информационного сообщения.

Двоичная фазовая манипуляция (BPSK)
Квадратурная фазовая манипуляция (QPSK)
Восьмеричная фазовая манипуляция (8-PSK)

### Квадратурная амплитудная манипуляция

Сигнальное созвездие 16 позиционного КАМн сигнала (16-QAM с применением кода Грея)

Квадратурная амплитудная манипуляция (КАМ, англ. Quadrature amplitude modulation (QAM)) — манипуляция, при которой изменяется как фаза, так и амплитуда сигнала, что позволяет увеличить количество информации, передаваемой одним состоянием (отсчётом) сигнала. В англоязычной литературе такой тип манипуляции часто называют QAM, обозначение QASK применяется редко.

## Решётчатая кодированная модуляция
При использовании блочного или свёрточного кодирования помехоустойчивость радиосвязи повышается за счёт расширения полосы частоты и усложнения радиоаппаратуры без повышения отношения сигнал/шум (ОСШ). Для сохранения помехоустойчивости при том же значении ОСШ можно уменьшить используемую полосу частот и упростить радиоаппаратуру с помощью применения решётчатой кодированной модуляции (TCM), которая впервые была разработана в 1982 году Унгербоком. В основе TCM лежит совместный процесс кодирования и манипуляции.
В качестве примера рассмотрим комбинированный кодер/модулятор, общая структура которой показана на рисунке. Бит b0 позволяет выбрать одно из двух созвездий, которые получились при первом разделении. Далее выбор определяется в зависимости от бит b1 и b2.

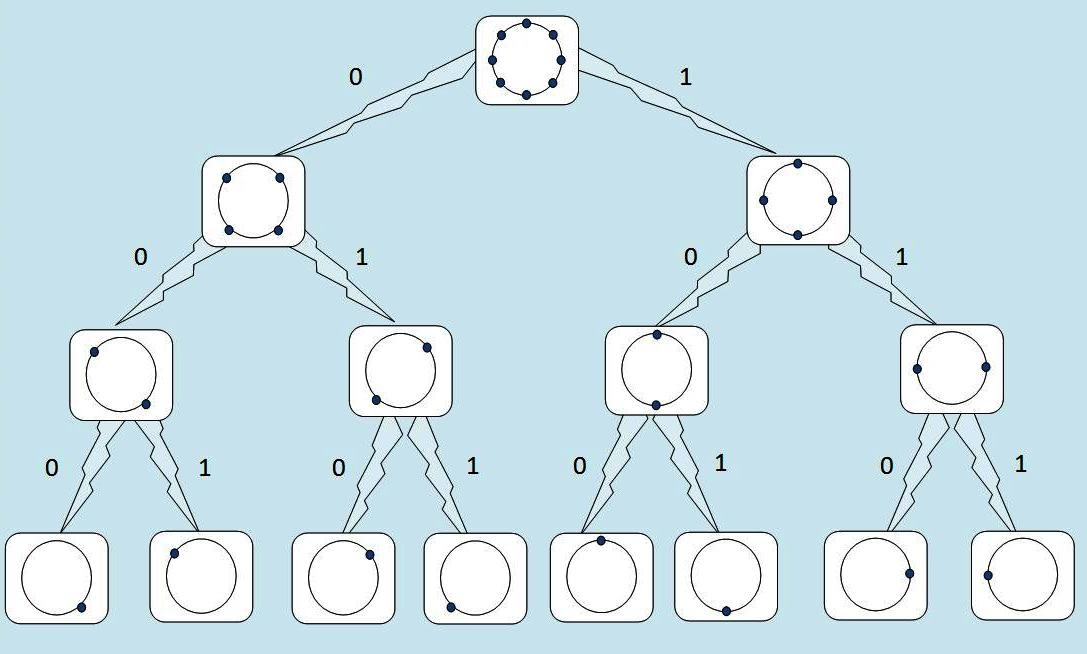
Разделение 8-фазового созвездия для решётчатой кодированной модуляции
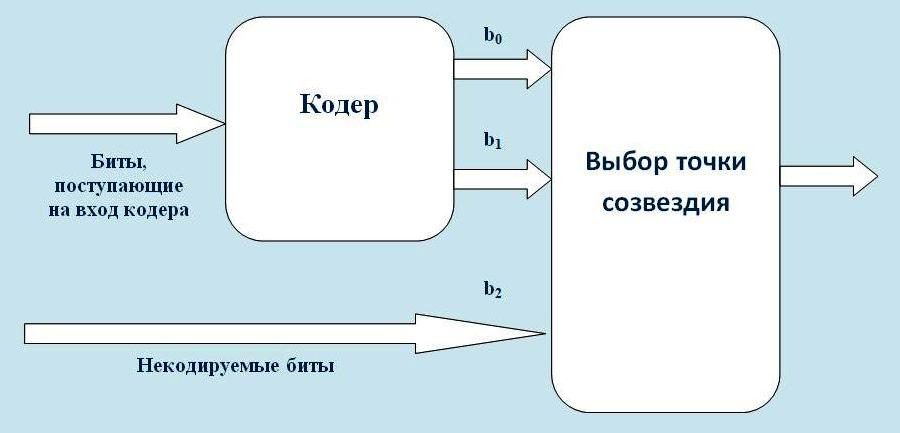
TCM-модулятор